# David Carreira
David Carreira, nato David Araújo Antunes (Dourdan, 30 luglio 1991), è un cantante francese naturalizzato portoghese.

## Biografia
David Carreira ha fatto il suo debutto nel mondo discografico con l'album in studio N.1, numero uno nella classifica LP portoghese. Sono seguiti diversi dischi, tra cui Tout recommencer (2024), arrivato in top ten in Francia. 3 (2015), 7 (oro; 2018) e Oyto (2023) sono tutti e tre arrivati al vertice della hit parade portoghese. Minha cama è stato il suo singolo di maggior successo, raggiungendo la top twenty della hit parade portoghese e collezionando un disco di platino. Ha conseguito un'ulteriore certificazione di platino, equivalente a 10 000 unità, per Festa (2020).
È stato premiato agli MTV Europe Music Awards col riconoscimento al miglior artista portoghese nel 2014 e 2016.

## Discografia

### Album in studio
- 2011 – N.1
- 2013 – A força está em nós
- 2014 – Tout recommencer
- 2015 – 3
- 2017 – 1991
- 2018 – 7
- 2023 – Oyto
- 2024 – 9

### Album dal vivo
- 2016 – 360º ao vivo no Campo Pequeno
- 2020 – Live 360º Altice Arena
- 2021 – BPP Live
- 2021 – Bday Live
- 2024 – Última dança Meio Arena Live

### EP
- 2014 – David Carreira

### Singoli
- 2012 – Don't Stop the Party/Esta noite
- 2013 – Baby fica
- 2013 – Haverá sempre uma música
- 2015 – Primeira dama
- 2017 – Domino
- 2017 – Numero uno
- 2017 – Lucia
- 2017 – Ficamos por aqui
- 2017 – Já não te sinto
- 2018 – O problema é que ela é linda (feat. Deejay Telio & MC Zuka)
- 2018 – Cuido de você (feat. Kell Smith)
- 2018 – És só tu (feat. Inês Herédia)
- 2019 – Do jeito dela
- 2019 – What's Ur Name (con Waze)
- 2019 – Se eu soubesse (con Tony Carreira)
- 2019 – Minha cama (feat. Nego do Borel & Deejay Telio)
- 2020 – Festa (feat. Kevinho)
- 2020 – Anda comigo
- 2021 – Vamos com tudo (con Ludmilla e Giulia Be feat. Preto Show)
- 2022 – Noite inteira
- 2022 – Baby Boo (feat. Rich & Mendes)
- 2022 – O plano (con Kevin o Chris)
- 2022 – Tempo de seguir (con Mickael Carreira e Tierry)
- 2022 – Saturno (Ela é malvada) (con Matheus Fernandes)
- 2023 – Vou tentar (con Yasmine)
- 2023 – Nós dois (con Deejay Telio)
- 2023 – Tu e eu (con Dilsinho)
- 2023 – Menta (con Djodje)
- 2023 – Última dança
- 2023 – Saudade (con Bluay e Chelsea Dinorath)
- 2023 – Borboleta
- 2024 – Filho
- 2024 – Vida boa (feat. Juliette)
- 2024 – Lágrimas com gelo (con Gustavo Mioto)
- 2024 – Último abraço (con Carol Biazin)
- 2024 – Segredos (con Soraia Ramos)
- 2024 – Coração (con Syro)
- 2024 – Menta (con Drenchill)
- 2024 – G Wagon (feat. Kweller & Leo2745)